# 亲亲相容隐
亲亲相容隐，亦称为同居相容隐、亲亲得相首匿等，是中国古代中华法律体系中一项规定，指“禁止亲属之间互相控訴或者作证，以保护传统的伦理秩序”的规定。

## 发展历程

### 滥觞
“亲亲相容隐”原则起源自东周。时周襄王曾提出：“父子将狱，是无上下”孔子也认为：“子为父隐，父为子隐，直在其中矣”，「仁者，人也，親親為大」。
秦朝首次在其司法实践中进行了明确规定：“子告父母，臣妾告主，非公室，勿听。而行告，告者罪。”将“亲亲相容隐”定为亲属、主仆之间卑微一方必须遵循的义务，但是公室告并不包含在其内。

### 发展
其后各朝各代对此原则多有所发展，汉宣帝于地节四年（前66年）下诏规定：“自今子首匿父母，妻匿夫，孙匿大父母，皆勿坐。其父母匿子，夫匿妻，大父母匿孙，殊死，皆上请廷尉以闻。”将容隐的范围扩大到夫妻、祖孙之间，且规定家庭中尊崇的一方如果容隐卑微的一方，也可以考虑减罪。
至三国两晋南北朝时期，此原则更逐渐凌驾于株连制度之上。北魏在其刑法中正式写入“期亲相隐”条款，将该原则确立为近亲属之间应当互相遵循的原则。

### 完备
唐朝时，该原则发展基本完备。唐律规定：“诸同居、若大功以上亲及外祖父母、外孙，若孙之妇、夫之兄弟及兄弟妻，有罪相为隐；部曲、奴婢为主隐，皆勿论，即漏露其事及○语消息亦不坐；其小功以下相隐，减凡人三等，若犯谋叛以上者，不用此律。”根据唐朝的司法解释，此条意为同居的亲属不论远近皆可互相容隐，不同居的大功以上近亲属以及奴仆为主人也可互相容隐，远亲属之间互相容隐可以减三等处罚。谋叛以上的大罪不在此列，但如果上述“得相容隐者”被告发的话，可被按照自首处理。在实际实践中，唐律具体规定：
1. 不仅容匿“得相容隐者”不治罪，“及匿得相容隐者之侣亦不坐”，容匿谋叛以上大罪亲属减一等处罚。[13]
2. 通报捕摄消息令亲属脱逃者不罚。[13]
3. 审问官不得逼亲属作证证实嫌犯罪行，违者按照嫌犯罪名减三等处罚。[14]
4. 告发亲属有罪。告尊亲属中祖父母父母者处以绞刑，告其他近亲尊亲属亦有罪，谋反或以上罪除外。被告发的尊亲属视同自首减免处罚。但是期亲以下远亲属不论尊卑互相侵犯可以告发。告发卑亲属“缌麻小功卑幼，虽得实，杖八十， 大功以上递减一等。”但父祖告子孙即使诬告亦不坐。[15]
5. 捉姦時，因捕捉外人而牵露亲属之姦罪者，不视为告发罪。[16]

### 流传
唐朝以后各朝基本沿用唐律对“亲亲相容隐”的规定，明朝之后将岳父母和公婆也增加入相容隐的范围。直到1906年沈家本等人制定的《刑事民事诉讼法》中方才将“亲亲相容隐”的原则从“禁止亲属作证”改为“不得强迫亲属作证”，从而将“亲亲相容隐”从义务变成了权利。
中华民国法律中将“亲亲相容隐”与西方特免权制度进行结合，保留了“亲亲相容隐”制度的大范围。
中华人民共和国成立后，对这一原则进行了批判，将其批评为“孔子法律学说中宗法性最浓的封建糟粕”，从而在其法律体系中排除了“亲亲相容隐”的原则。2012年修订的《刑事诉讼法》规定第188条规定：“经人民法院通知，证人没有正当理由不出庭作证的，人民法院可以强制其到庭，但是被告人的配偶、父母、子女除外。”此举被认为是“亲亲相容隐”理念的回归。

## 与特免权的异同
从古罗马开始，西方法律体系中也有类似的“亲亲相容隐”的特免权的规定。一些中国学者如范忠信等人主张“亲亲相隐制度，不是某一国家或民族文化传统中的特有现象，不是人类历史进程中某一阶段的特有现象，也不与特定的法系和特定的社会制度共存亡”；“是否存在这一原则或规定，并不足以构成一个国家或法系的特色，也不足以构成一个历史阶段或一种社会制度下法律的特色。”认为“亲亲相容隐”与西方法学中的特免权有着共通之处。但是也有许多学者指出，这两种制度存在着许多不同之处。

### 相同之处
- 两种制度均起源于保护家族制、家长制之需要，其目的主要在维护家长的權威；
- 两种制度均原有国事重罪不得容隐的限制，但至近代后西方法系中取消了这一规定。

### 不同之处
- 中国的“亲亲相容隐”是一种法律义务；西方的特免权则是一种法律权利；
- 中国的“亲亲相容隐”将亲属分为尊卑，尊亲属和卑亲属在制度中处于不同的地位，尊亲属享有更多的权利；西方的特免权制度在古罗马之后即没有了尊卑亲属之分，亲属之间的地位是平等的；
- 中国的“亲亲相容隐”制度中包含范围较广，不论是可以容隐的罪名，还是涉及到的亲属范围，均超出西方规定，尤其是超出英美法系的相关规定。

### 引用
1. ↑  吴丹红：特免权制度的中国命运——基于历史文本的考察 Archive.today的存檔，存档日期2007-04-29
2. ↑  《国语·周语·襄王二十年》，
3. ↑  《论语·子路》
4. ↑  s:禮記/中庸
5. ↑  《云梦秦简·法律答问》
6. ↑  《汉书·宣帝志》
7. ↑  《三国志·魏志·高柔传、卢毓传》
8. ↑  《晋书·刑法志》
9. ↑  《宋书·蔡廓传》
10. ↑  《魏书·刑罚志》
11. ↑  《唐律疏议·卷第六·名例46条》
12. ↑  《唐律疏议·卷第五·名例37条》
13. 1 2  《唐律疏议·卷第二十八·捕亡468条》
14. ↑  《唐律疏议·卷第二十九·捕亡474条》
15. ↑  《唐律疏议·斗讼345、346、347、349条》
16. ↑  《唐律疏议·卷第二十八·捕亡453条》
17. ↑  《刑事民事诉讼法·241条》
18. ↑  检察日报. . 正义网.   [2014-09-11]. （原始内容存档于2018-09-30）.
19. ↑  《中西法律传统中的“亲亲相隐”》·范忠信